# Sibirische Mosaikjungfer
Die Sibirische Mosaikjungfer (Aeshna crenata) ist die größte in Europa vorkommende Art der Mosaikjungfern. Diese Libelle zählt zur Familie der Edellibellen (Aeshnidae).

## Merkmale

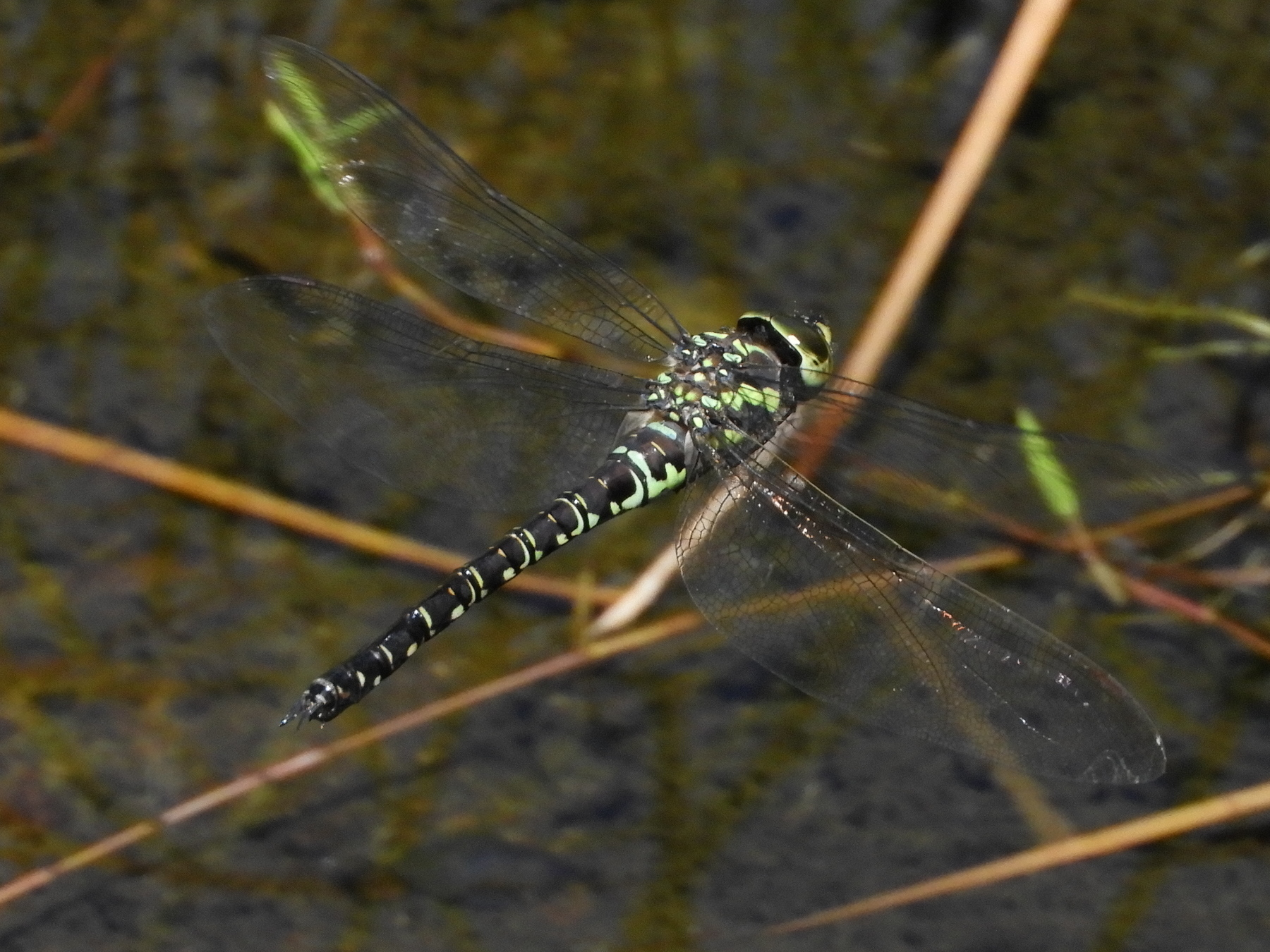
Weibchen der grünen Farbvariante

Die Sibirische Mosaikjungfer erreicht eine Körperlänge von 71 bis 86 mm, eine Hinterflügellänge von 44 bis 60 mm und eine Flügelspannweite von 120 mm, womit sie zu den größten in Europa vorkommenden Libellen gehört. Die für die Gattung typische und namensgebende mosaikartige Zeichnung besteht aus farbigen Flecken in einer dunkelbraun bis schwarz gefärbten Grundfärbung. Beim Männchen ist die Fleckenzeichnung des Hinterleibs rein blau gefärbt, die Thoraxzeichnung blau und gelb, oft dunkel blauviolett überhaucht. Die Weibchen besitzen typischerweise eine gelb und grün gefärbte Zeichnung. Der untere Cercus des Männchens besitzt etwa die doppelte Länge der beiden oberen, außerdem weisen die oberen Cerci an deren Enden auf der Oberseite zwei bis drei kräftige Zähne auf. Die Flügel sind meist glasklar (hyalin), gelegentlich sind sie bei Männchen im Bereich des Flügelmals bräunlich getönt bei den älteren Weibchen sind sie  zwischen Nodus und Flügelmal dunkel rauchig gefleckt, was auch im Flug erkennbar ist. Die Mosaikzeichnung des Weibchens gleicht oft der des Männchens. Dieses bei verschiedenen Libellenarten vorkommende Merkmal wird in der Fachsprache als androchrom (männchenfarbig) bezeichnet. Die Cerci der Weibchen der Sibirischen Mosaikjungfer sind spitz zulaufend, während sie bei anderen Arten der Gattung meist abgerundet sind. Die Sibirische Mosaikjungfer unterscheidet sich von der im gleichen Lebensraum vorkommenden und ähnlichen Baltischen Mosaikjungfer (Aeshna serrata) und der Torf-Mosaikjungfer (Aeshna juncea), abgesehen von der Größe und Form, durch die braun gefärbte Costalader.

## Vorkommen
Das namensgebende Hauptverbreitungsgebiet der Art ist Sibirien und andere Teile Russlands. Die Sibirische Mosaikjungfer ist außerdem in den Ländern Finnland, Belarus, Lettland, Litauen und Nordkorea anzutreffen. Der Lebensraum variiert je nach Verbreitungsgebiet, so dienen in Sibirien nährstoffreiche und mit einer großzügigen Vegetation versehene Gewässer, wie Seen, große Flusstäler, langsam fließende Gewässer, Altarme und sogar Viehtränken der Entwicklung dieser Libellen. In Europa dagegen, wo die Art deutlich seltener ist, bilden Kesselmoore ihr bevorzugtes Habitat. Die rote Liste der Europäischen Union listet die Art als „potentiell gefährdet“ (NT, „Near Threatened“), die IUCN hingegen wegen des großen Verbreitungsgebiets als nicht gefährdet (LC, „Least Concern“).

## Lebensweise

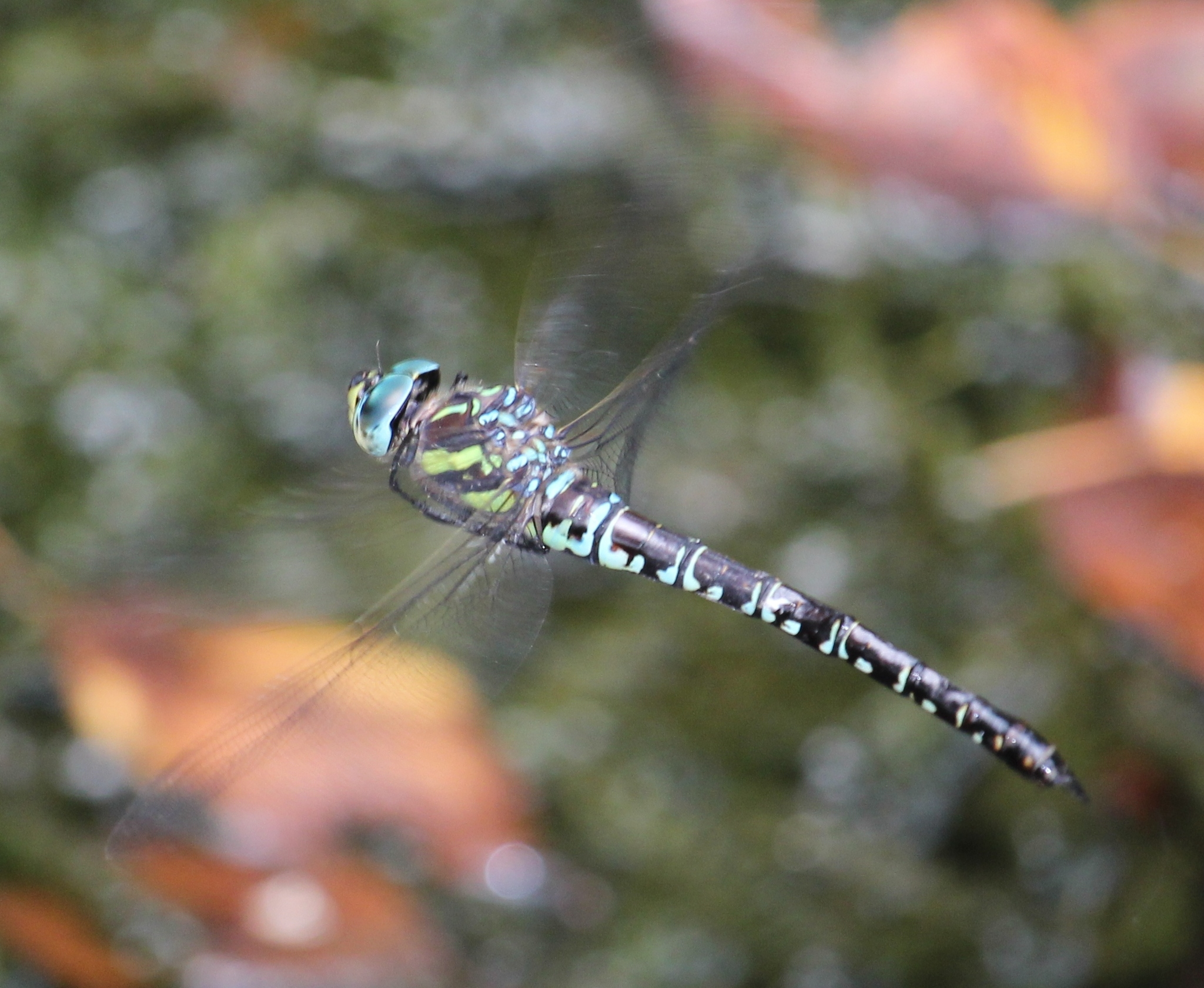
Androchromes Weibchen im Flug

Die Lebensweise der Sibirischen Mosaikjungfer unterscheidet sich von der anderer Edellibellen und ist bislang wenig erforscht. Die Männchen bilden wie die anderer Vertreter der Gattung Reviere, aus denen andere Männchen der eigenen Art sowie selten solche anderer Edellibellen vertrieben werden. Es gab ebenso Beobachtungen, dass sich mehrere Männchen der Sibirischen Mosaikjungfer miteinander ein Revier teilten. Bei einer anderen Sichtung hat ein Männchen der Sibirischen Mosaikjungfer ein Weibchen der Braunen Mosaikjungfer (Aeshna grandis) aktiv verfolgt und versuchte sich an dessen Thorax festzubeißen, ehe diese sich aus dem Revier der männlichen Sibirischen Mosaikjungfer entfernte. Diese Reviere, dessen Größe eine Uferlänge von 10 bis 30 Meter betragen kann, werden durch auffällige Vegetationselemente des Gewässerufers, wie herausragende Äste oder vorstehende Seggen- oder Binsenbulten, begrenzt. Die Männchen bilden seltener feste Reviere, sondern fliegen häufiger frei umher und versuchen, eingenommene Gebiete anderer Männchen zu besetzen. Das Flugverhalten der Männchen im Revierflug ist zumeist ruhig und findet mit 50 bis 150 cm über dem Erdboden vergleichsweise tief statt. Der Beutefang der Männchen findet ebenfalls im Revierflug statt. Der Flug wird gelegentlich durch kurze Segel- und seltener durch Schwirrphasen unterbrochen.

### Fortpflanzung & Entwicklung

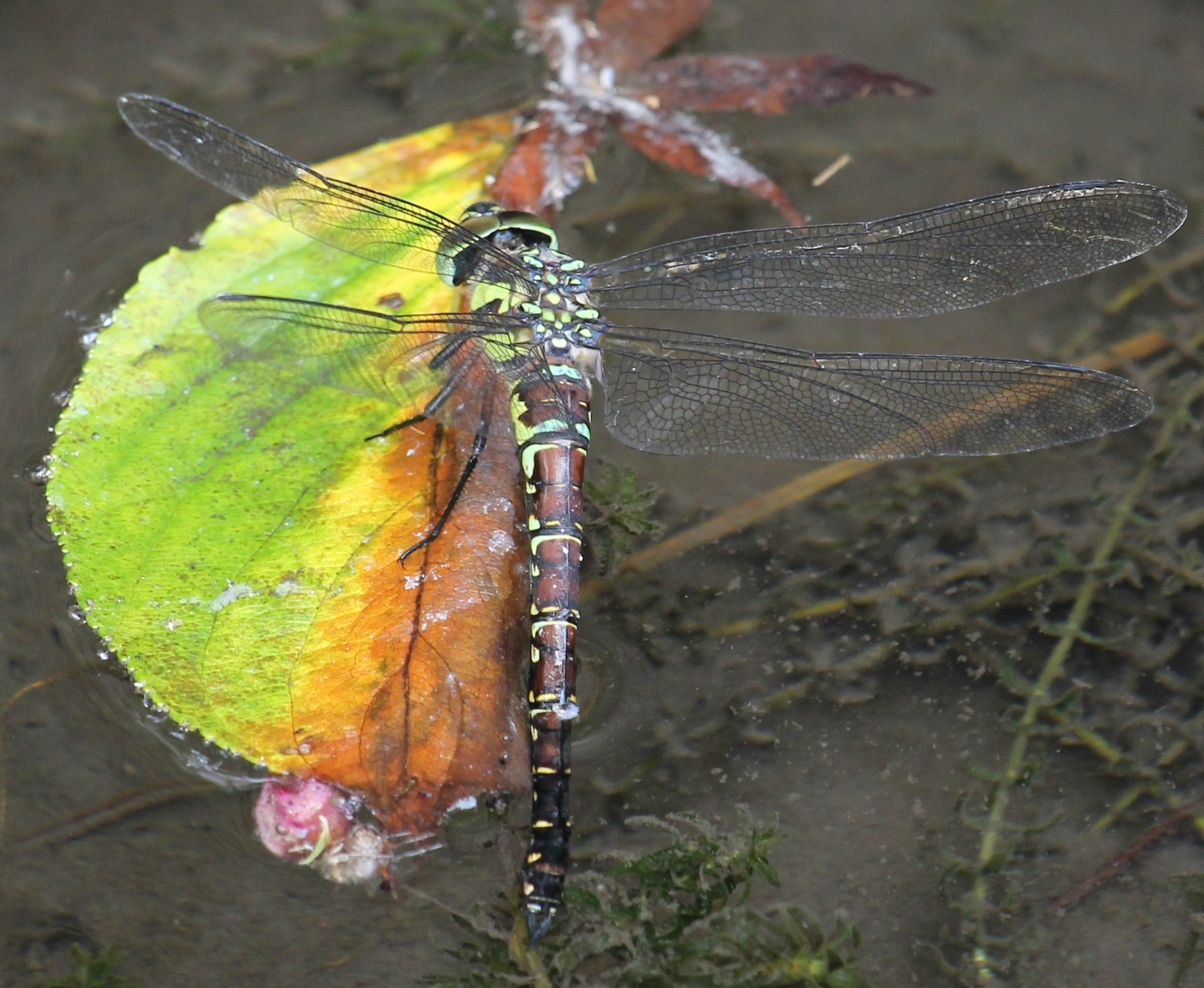
Grünes Weibchen bei der Eiablage

Auch die Fortpflanzung und die Larvenentwicklung der Sibirischen Mosaikjungfer ist noch nicht vollends geklärt. Die Flugzeit der Art geht von Juli bis September. Die Paarung findet wie bei allen Libellen in Form eines Paarungsrades statt. Anschließend suchen die Weibchen über längere Distanz nach einer geeigneten Eiablagestelle. Wird eine solche gefunden, inspiziert das Weibchen diese während eines Schwirrfluges, senkt den Flug und setzt, sollte sich die Stelle als passend erweisen, zur Landung an. Das Weibchen hält anschließend sein Abdomen unter Wasser und versucht, mit diesem eine geeignete Stelle zur Eiablage zu ertasten und legt die Eier ab, sobald eine geeignete Stelle gefunden wurde. Als Eiablagestelle nutzt das Weibchen gerne im Wasser befindliches und bereits vermodertes Totholz, jedoch auch Pflanzen, wie den Ästigen Igelkolben, den Gewöhnlichen Froschlöffel oder die Halme verschiedener Seggen. Nicht selten werden Weibchen während der Eiablage von paarungsbereiten Männchen angeflogen und signalisieren durch das nach unten gebogene Abdomen Paarungsunwilligkeit.

## Systematik
Die wissenschaftliche Bezeichnung Aeshna crenata trägt die Sibirische Mosaikjungfer seit ihrer Erstbeschreibung im Jahr 1856 durch Hermann August Hagen. Die im Jahr 1908 vom russischen Entomologen Aleksandr Nikolaevich Bartenev (Александр Николаевич Бартенев) beschriebene Aeshna gigas und die im gleichen Jahr vom deutschen Entomologen Ludwig Martin beschriebene Aeshna nigroflava sind Synonyme zu Aeshna crenata.

## Galerie

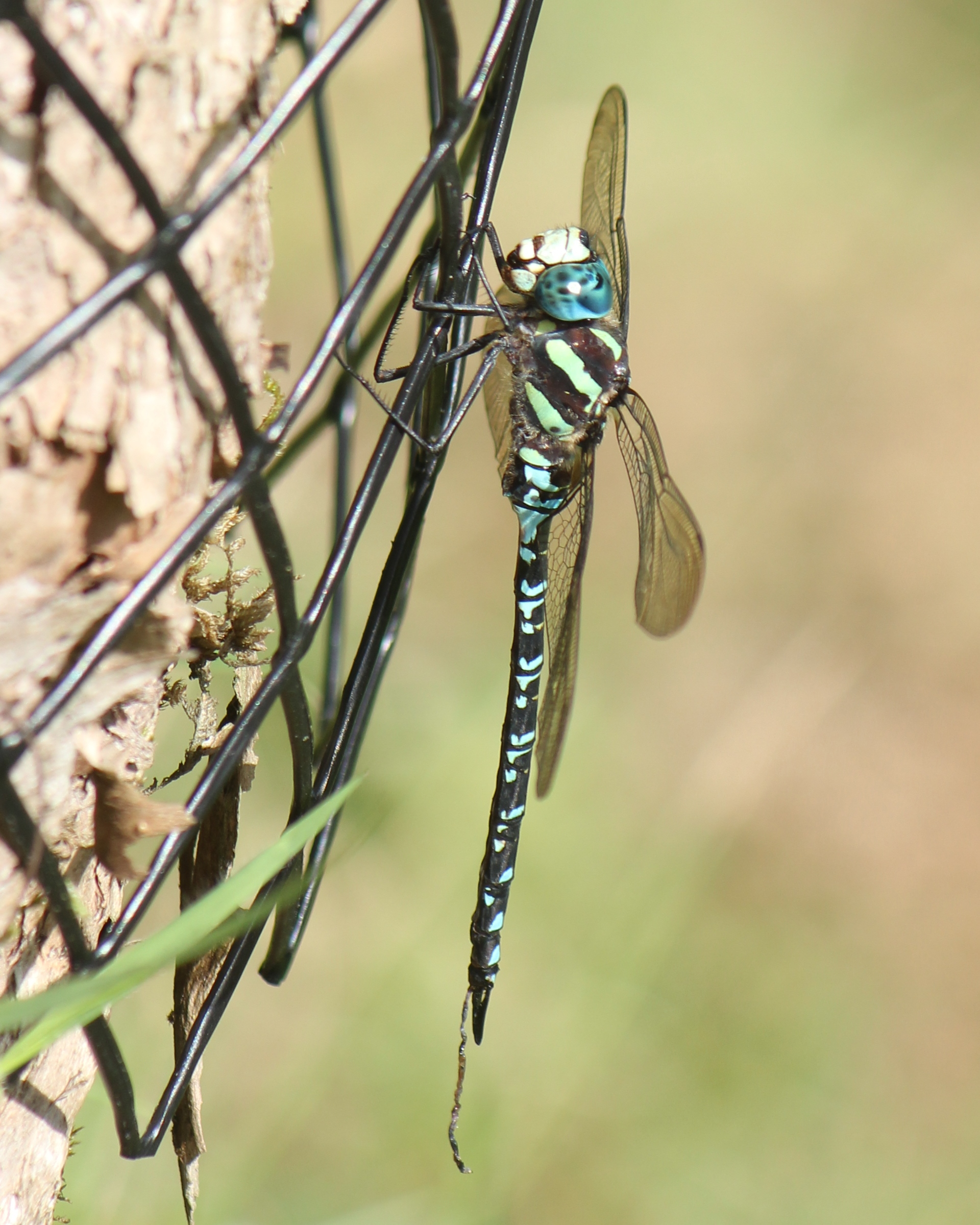
Lateralansicht eines Männchens
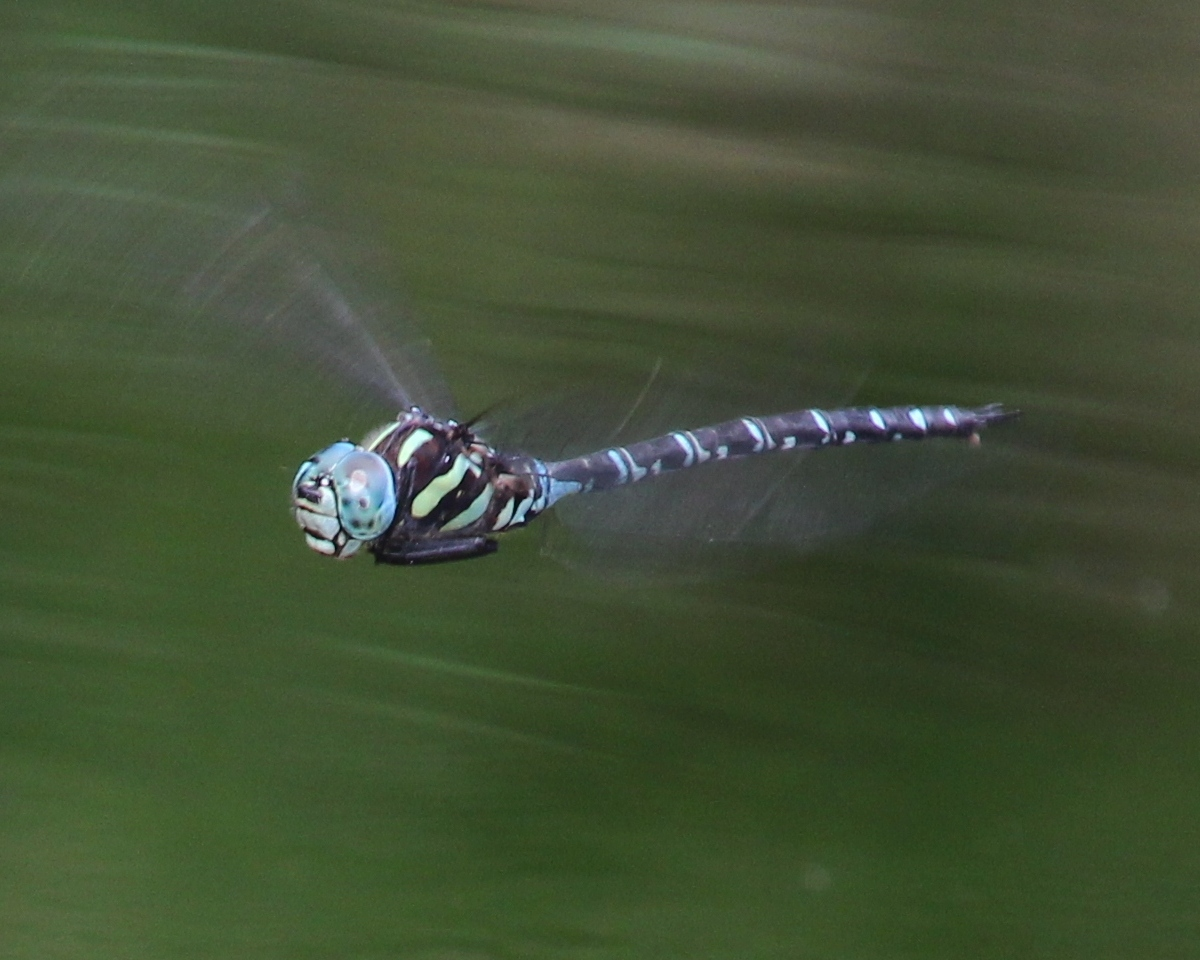
Männchen im Flug
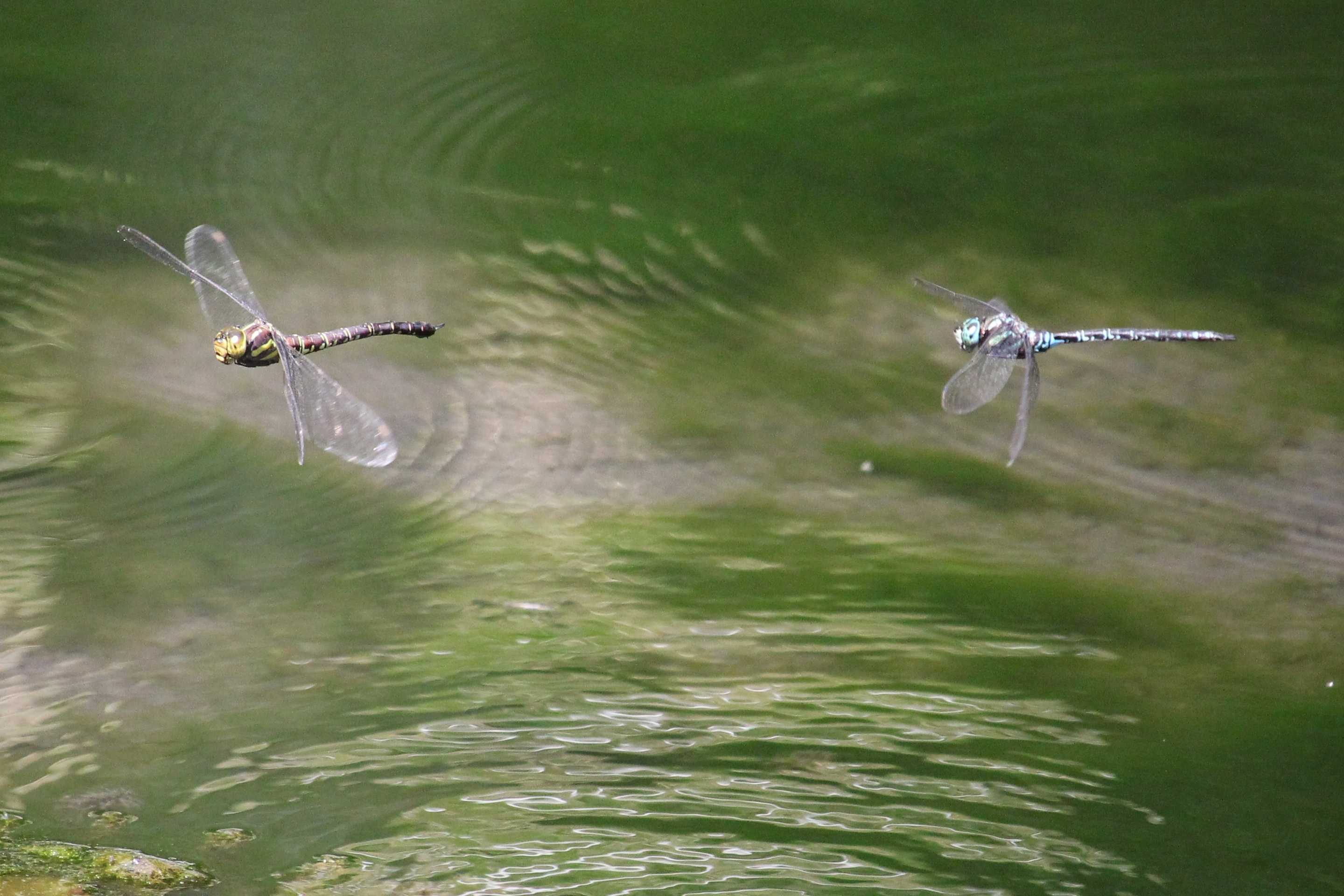
Fliegendes Weibchen der grünen Farbvariante (links) und Männchen (rechts) im Vergleich
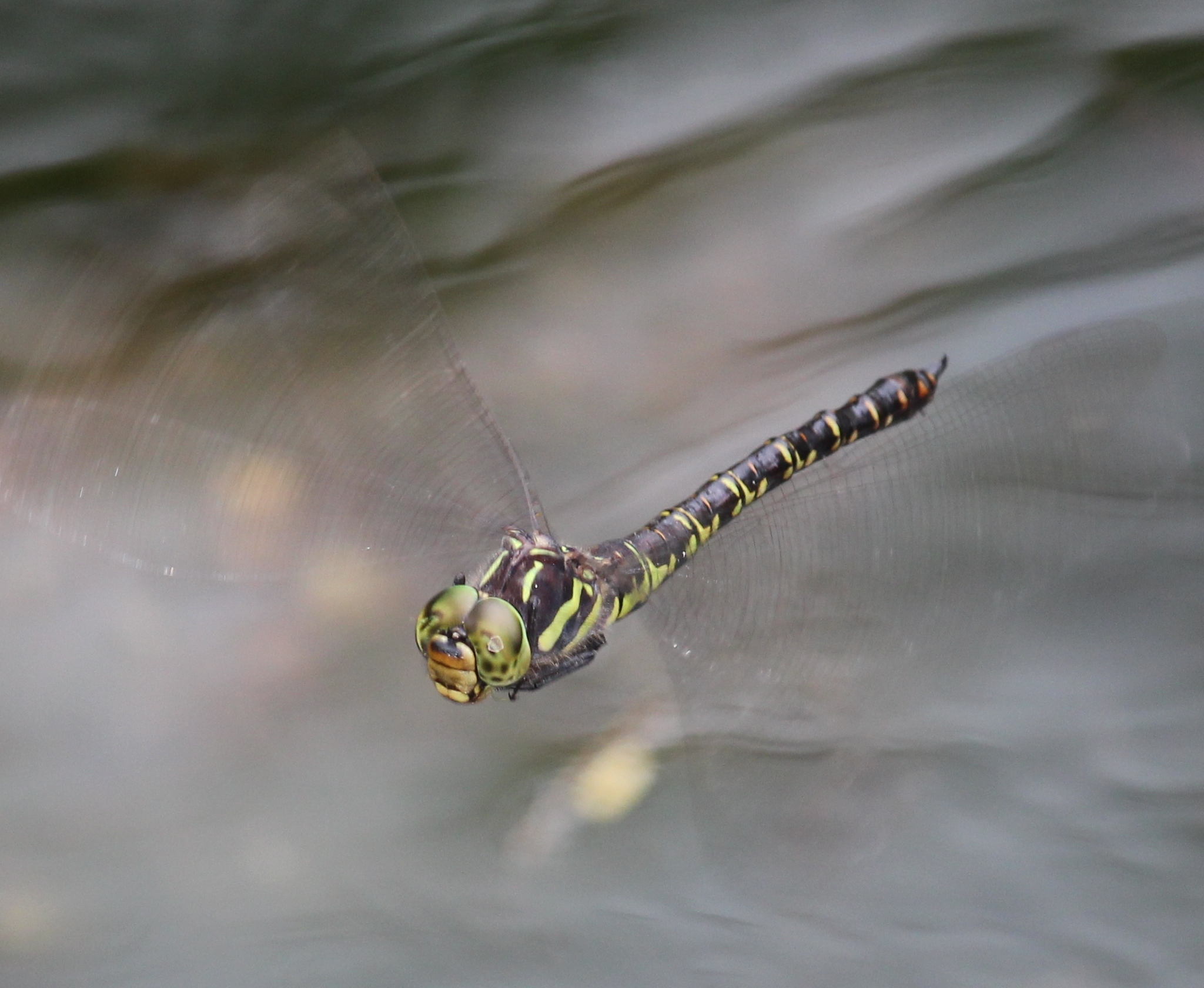
Grünes Weibchen im Flug
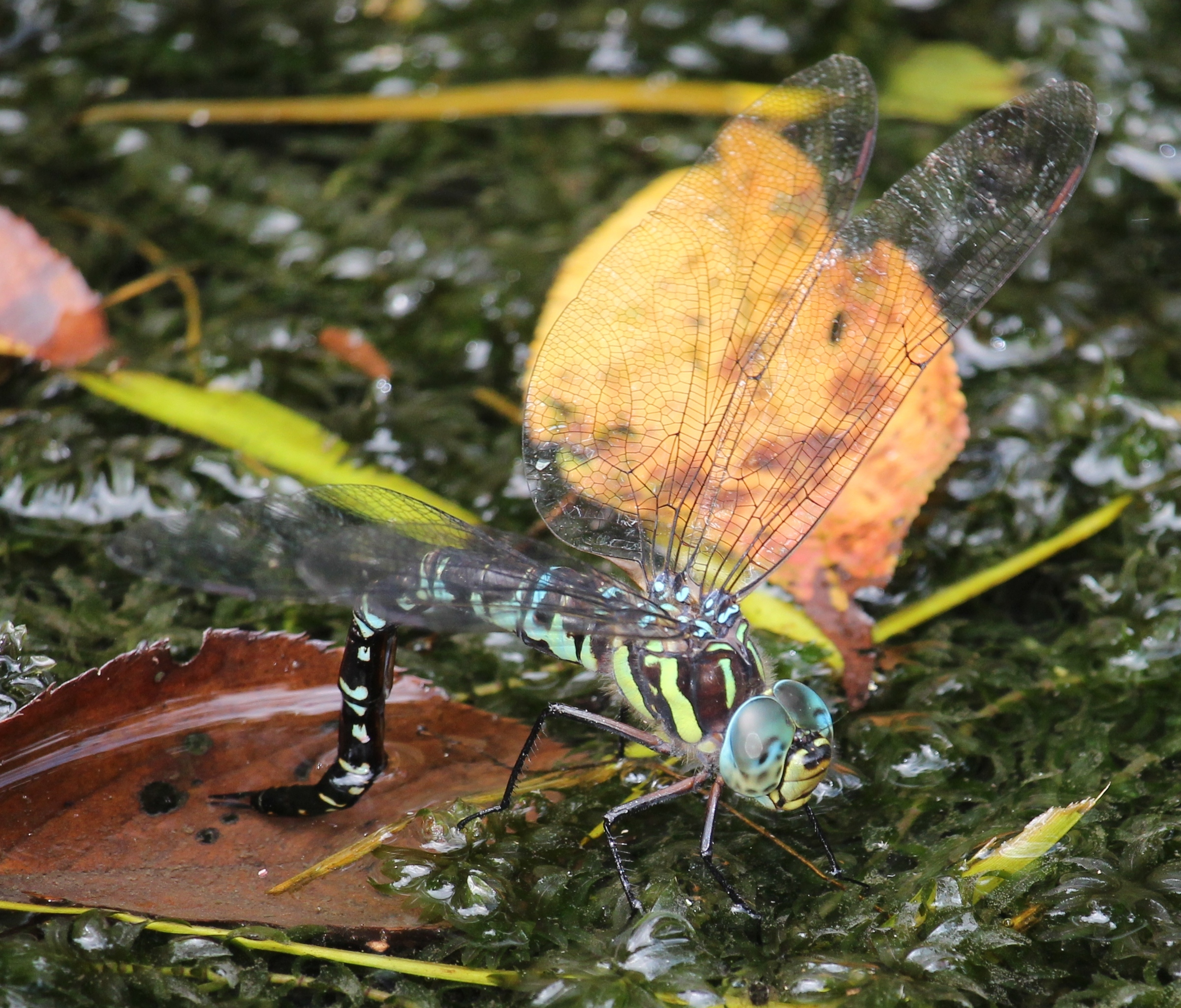
Androchromes Weibchen bei der Eiablage
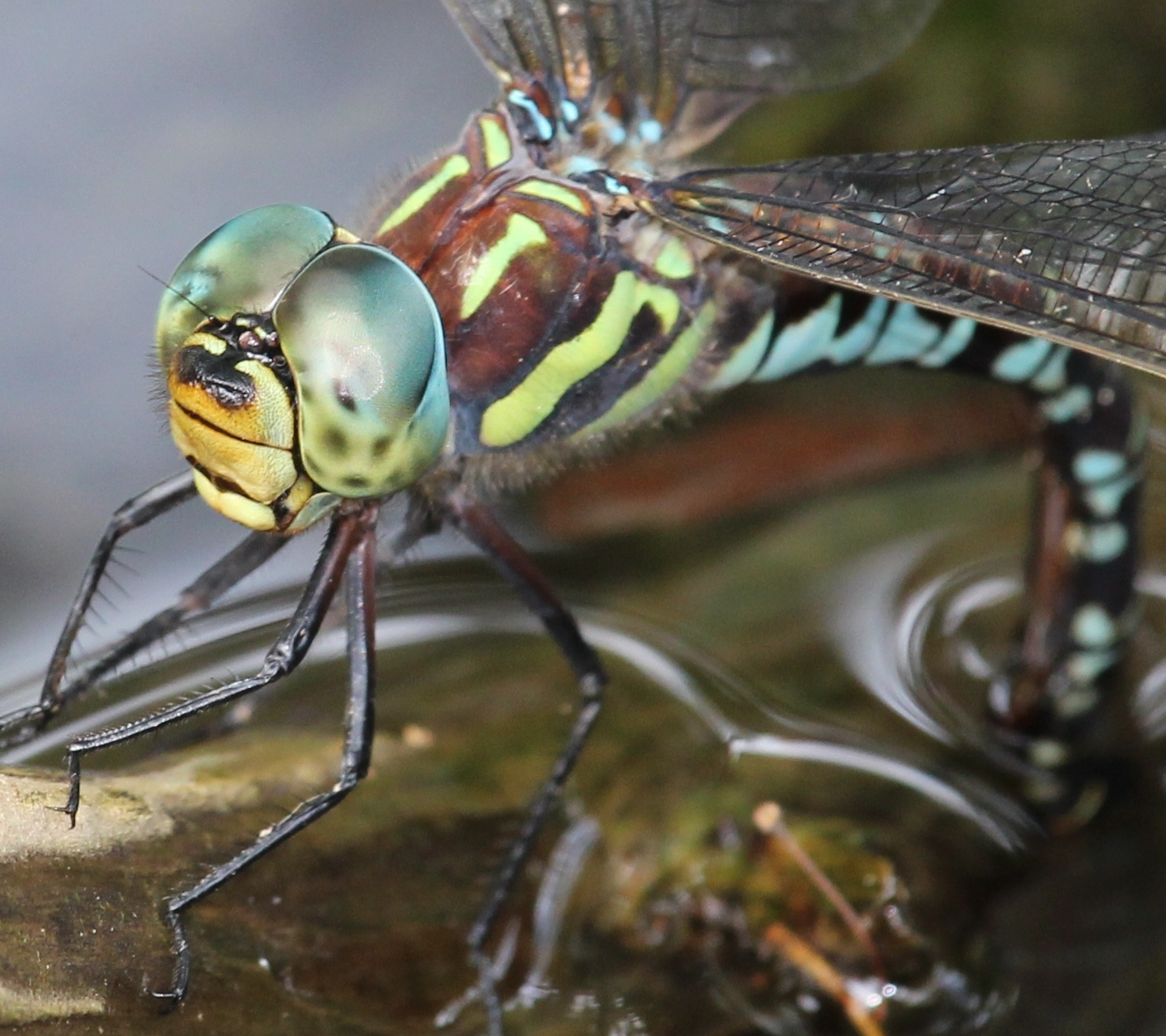
Detail desselben Tieres